# 穗花荆芥
穗花荆芥（学名：Nepeta laevigata），为唇形科荆芥属下的一个植物种。